# Martin Olsen Schøyen

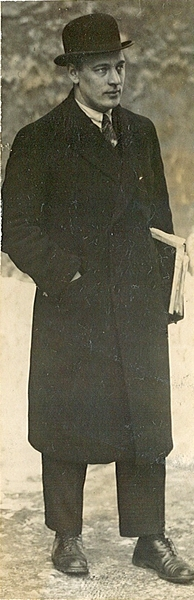
Martin Olsen Schøyen.

Martin Olsen Schøyen (* 26. Juni 1896 in Eidsvoll, Akershus; † 31. Mai 1962 in Oslo) war ein norwegischer Geschäftsmann. Er war Gründer und Eigentümer von Ingeniør M. O. Schøyens Bilcentral A.S., dem größten Busunternehmen Norwegens. Er begründete die Schøyen-Sammlung, die heute die größte private Handschriftensammlung weltweit ist.

## Leben
Martin Olsen Schøyen wurde als Sohn von Ole Martin Olsen und Alette Schøyen geboren. Er wurde Ingenieur. 1919 gründete er während eines Transportarbeiterstreiks sein erstes Transportunternehmen. 1922 heiratete er Eva Johanson. 1923 gründete er Ingeniør M. O. Schøyens Bilcentraler A.S., das in den folgenden Jahrzehnten zum größten Busunternehmen Norwegens wurde.
Er begann eine Sammlung alter und wertvoller Handschriften zu begründen. Nach seinem Tod 1962 übernahm sein Sohn Martin Schøyen das Busunternehmen und die Sammlung.